# Ерёмин, Владимир Юрьевич
Владимир Юрьевич Ерёмин (18 декабря 1965, Смоленск) — советский футболист, полузащитник. Мастер спорта СССР (1990).

## Биография
Родился в Смоленске, первый тренер В. Масляный. Отец Юрий Иванович работал тренером юношеской команды «Автомобилист» (Одесса). Брат Вадим выступал за дублирующий состав одесского «Черноморца». Владимир начинал карьеру в смоленской «Искре». В 1984 году в 15 играх за дубль забил три гола, в следующем году сыграл три игры за основную команду во второй лиге. В 1986 году выступал за «Металлург» Липецк, в 1987 — за «Спартак» Орёл. В 1988—1990 годах играл в высшей лиге в составе одесского «Черноморца». 6 июня 1989 в матче против «Динамо» Тбилиси по мнению арбитра Филиппова нанёс умышленную травму Григорию Цааве и был дисквалифицирован на год. Указывается, что дисквалификация была снята в декабре 1989 года, однако Ерёмин начал играть уже в октябре. Обладатель Кубка Федерации Футбола СССР 1990. В розыгрыше Кубка УЕФА 1990/91 провёл два матча 1/32 финала против норвежского «Русенборга».
Сезон-1991 завершил в «Металлурге» Запорожье, затем выступал в клубах низших немецких лиг «Фельтен-90» и «Вильгельмсхафен».